# وراق (بني سعيد)
وراق هي إحدى مشيخات المملكة المغربية، تتبع جغرافيا لإقليم تطوان وإداريًا لبني سعيد. يقدر عدد سكانها بـ 4279 نسمة حسب الإحصاء الرسمي للسكان والسكنى لسنة 2004.